# Juliet Haslam
Juliet Haslam (Adelaide, 31 mei 1969) is een Australisch hockeyster. 
In 1994 en 1998 werd Haslam wereldkampioen.
Haslam werd in 1996 en 2000 olympisch kampioen.
Haslam speelde 220 interlands en maakte daarin 35 doelpunten.

## Erelijst
- 1989 -  Champions Trophy Frankfurt
- 1991 -  Champions Trophy Berlijn
- 1992 – 5e Olympische Spelen in Barcelona
- 1993 -  Champions Trophy Amstelveen
- 1994 –  Wereldkampioenschap in Dublin
- 1995 –  Champions Trophy in Mar del Plata
- 1996 –  Olympische Spelen in Atlanta
- 1997 –  Champions Trophy in Berlijn
- 1998 –  Wereldkampioenschap in Utrecht
- 2000 –  Olympische Spelen in Sydney